# Bigorre (regione)

Stemma della Bigorre

La Bigorra (in francese: Bigorre, in occitano: Bigòrra) può essere definita una micro-regione del sudovest della Francia. Piccola parte della Guascogna, la Bigorra si pone, in particolare per quanto riguarda la lingua tradizionale, nell'insieme linguistico guascone. Pertanto essa si distingue per la sua storia, la sua cultura ed il suo folclore, che le sono essenzialmente propri.

## Geografia

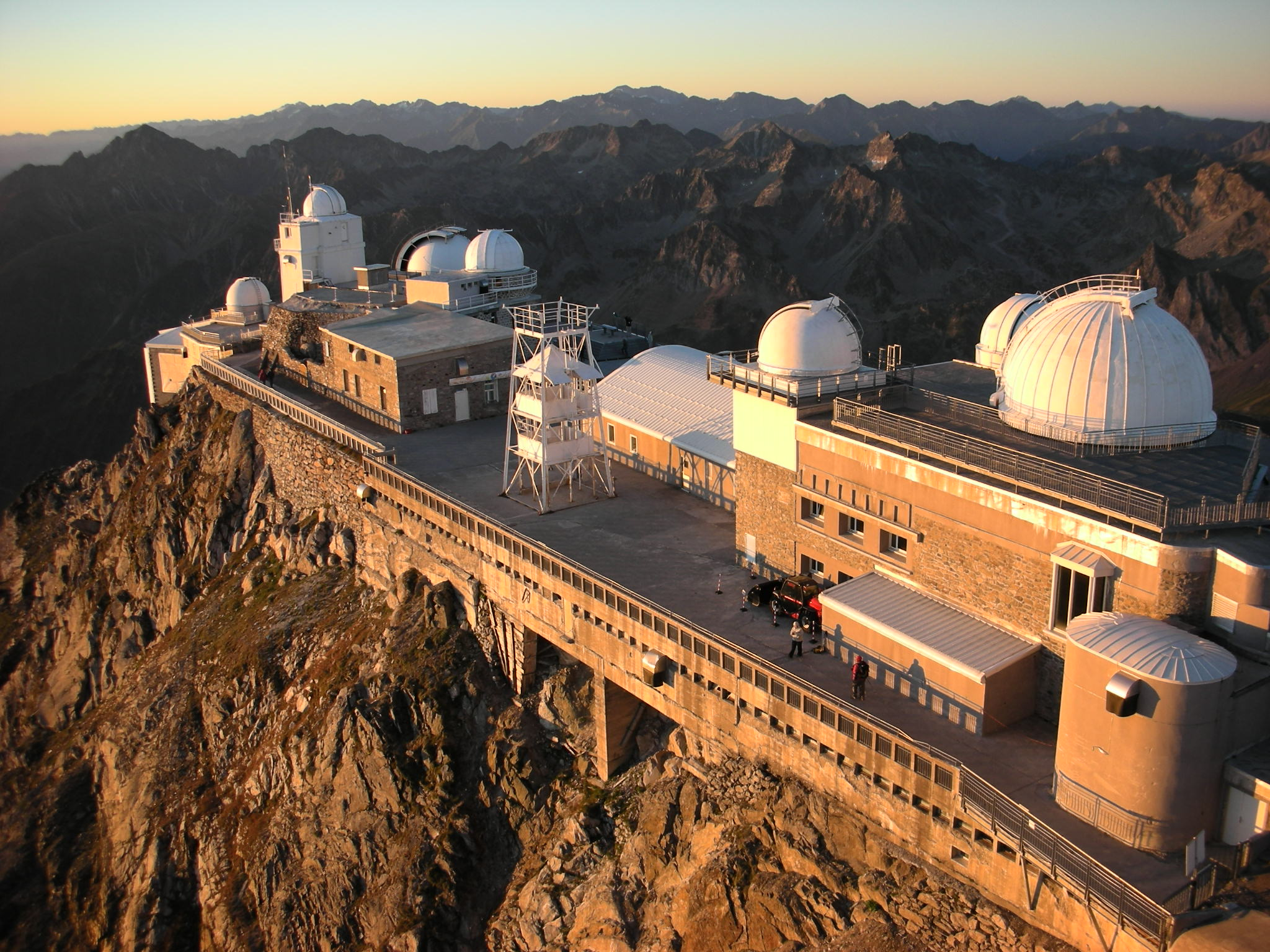
Pic du Midi de Bigorre.

S'identifica spesso la Bigorra con l'attuale dipartimento degli Alti Pirenei, ma quest'ultimo non ne rappresenta di fatto che una vasta parte occidentale del territorio che gli è attribuito. Le frontiere della Bigorra furono definiti all'epoca di Carlo Magno, quando era una contea importante del ducato di Guascogna.
Partendo dalla parte centrale della catena montuosa dei Pirenei, la Bigorra si estende al nord nell'asse superiore della Gave di Pau e dell'Adour. Zona montana, essa funge da frontiera con la penisola Iberica e culmina nella punta di Vignemale, 3298 m s.l.m.
Il suo territorio è spesso descritto dall'alternarsi delle sue multiple valli. Vi si possono distinguere numerosi insiemi. Al centro la valle di Campan e le sue valli contigue, quali la valle di Payolle, quella di Gripp e quella di Lesponne, prolungamenti di quella detta dell'Adour, che si estende più a nord. Quest'ultima percorre la Bigorra da Aire-sur-Adour, passando per Tarbes e Bagnères-de-Bigorre.
Più ad est, ai piedi dei monti che circondano Bagnères-de-Bigorre, il rilievo tormentato delle Baronnies viene ad intersecarsi nella valle dell'Adour ed in quella della Neste. Quest'ultima si aggiunge alle valli d'Aure, di Barousse e di Magnoac per formare un territorio denominato Le Quattro Valli, che fino al XVIII secolo aveva goduto di una certa indipendenza.
A sud ovest di questo insieme, si trova la Riserva naturale del Néouvielle ed il massiccio omonimo. Più ad ovest ancora si estende la valle della Gave di Pau, dov'è sita Lourdes, ed a monte di questa il Lavedan e le sue principali città quali Argelès-Gazost, Cauterets e Luz-Saint-Sauveur. Più a nord Lourdes e Tarbes comunicano ai margini di Ossun e delle colline dette "del Marchesato".

### Principali città

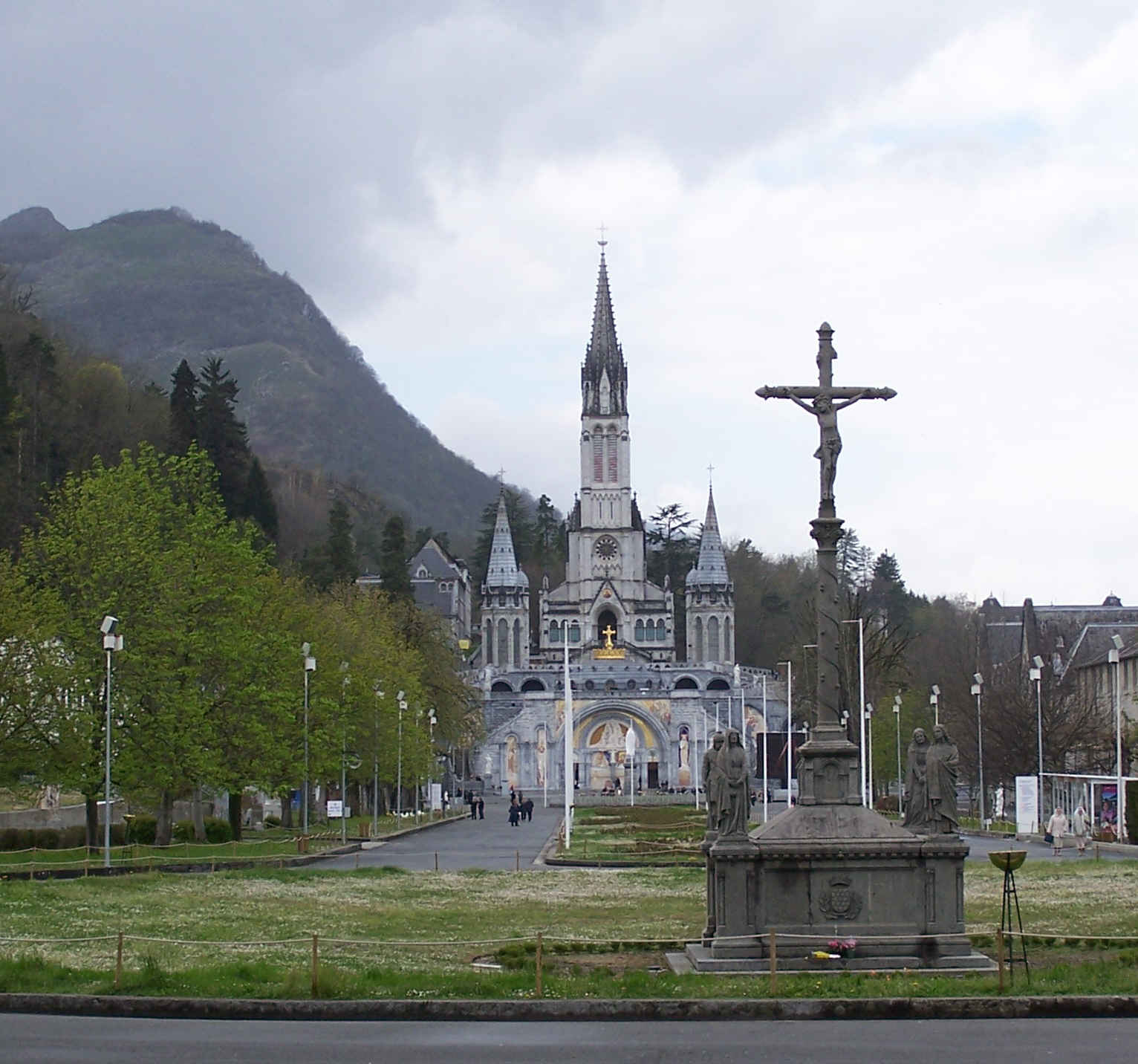
Santuario di Lourdes

La città principale e capitale storica è Tarbes, situata al centro di un più ampio agglomerato urbano, il Grand Tarbes, comprendente, fra gli altri, anche i comuni di Ibos, Aureilhan, Orleix o Séméac.
La città mariana, Lourdes, ha una vasta notorietà internazionale, essendo una fra le principali mete di pellegrinaggio per il mondo cattolico.
Bagnères-de-Bigorre e Argelès-Gazost sono conosciute per le acque termali e le case da gioco.
Altri comuni di una certa importanza sono: Vic-en-Bigorre, Rabastens-de-Bigorre, Maubourguet, Saint-Laurent-de-Neste, Arreau o Luz-Saint-Sauveur.

### Economia
La Bigorra, paese di coltura del mais e di allevamenti, è largamente orientato verso la produzione alimentare. Vi sono numerose produzioni famose, come la cipolla di Trébons, i fagioli di Tarbes, il maiale nero di Bigorra, i montoni di Barèges-Gavarnie, il vino Madiran, il dolce allo spiedo, i formaggi pecorini e caprini, ed altre.
Scarsamente industrializzata, la Bigorra è da tempo nota nelle produzioni di materiale elettrico e ferroviario, e cerca ora di volgersi verso le industrie aeronautica ed elettronica. Le attività industriali principali sono concentrate nella piana di Tarbes ed attorno a Lourdes ed a Bagnères-de-Bigorre.
L'Alstom produce così a Séméac ed a Bagnères-de-Bigorre. A Ossun, la Socata, filiale d'EADS, è presente con la produzione di velivoli per affari e turismo. Nel territorio comunale la TARMAC ha un grosso stabilimento per lo smantellamento di aeroplani.
Anche l'attività termale riveste una certa importanza economica a Bagnères-de-Bigorre, Barèges, Cauterets, Argelès-Gazost e Luz-Saint-Sauveur.
Ma l'attività economica principale è il turismo. Essa ruota intorno a Lourdes, centro di pellegrinaggi in arrivo da tutto il mondo e quindi città alberghiera. Intorno vi sono impianti sciistici come quelli del comprensorio del Colle del Tourmalet, o mete di escursioni quali il circo di Gavarnie e l'osservatorio del Pic du Midi.

## Storia

### Etimologia ed origini romane
La Bigòrra in guascone locale, deve il suo nome all'antico popolo dei Bigerri o Bigerrones. Vi si riconoscono diverse popolazioni montane quali i Tornates, i Campons, i Onosubates ed i Crébennes. I Bigorresi fanno parte di quelle popolazioni che furono sottomesse da Crasso, luogotenente di Giulio Cesare.
La loro capitale, Bigarra, potrebbe essere oggi identificata nel comune di Cieutat, situato a 15 km da Bagnères-de-Bigorre.
Tracce delle campagne militari romane ci sono pervenute, tanto che il toponimo di Juillan verrebbe da Campus Juillanus, luogotenente dell'esercito romano, che avrebbe servito l'Urbe in Aquitania.
Un'orma ed una pista della legione romana sarebbero ancora state trovate presso Pouzac, ov'esiste una località descritta come il «Campo di Cesare».
Divenuti padroni del paese, i romani ne esplorarono pressoché tutte le valli, facendo grande uso delle acque minerali che vi si trovano in abbondanza.
Si trovano ancora tracce di strade romane nella terra di Capvern, ove la via si chiama ancora Cesarea, ad Estelou-de-Vieille ed, infine, in un luogo a nord di Lourdes, nei pressi di una fattoria chiamata Strata, che si troverebbe sul terreno di un'antica città romana.

### L'emergere della contea di Bigorre

Carta dei feudi di Guascogna verso il 1150

All'occupazione romana subentra quella visigota, dilagata poi nella penisola iberica ed in Settimana, sostituita poi con la battaglia di Vouillé, da quella dei Franchi.
La contea di Bigorre fu costituita all'inizio del IX secolo dal duca di Guascogna Lupo Centullo per il figlio Donato Lupo († v. 820), che sposò Faquilène, la quale gli portò in dote gran parte delle sue terre. La conoscenza di questo periodo è fornita prevalentemente dalla Charte d'Allaon, che tuttavia fu un falso del XVII secolo. Donato Lupo viene piuttosto considerato come esistente alla fine del IX secolo.
La contea di Bigorre passò a Raymond Dat de Bigorre († v. 947), quindi, nell'XI secolo, entrò a far parte dei possedimenti del casato di Foix, poi in quello dei Marsan, quindi in quello dei Comminges e, nel XIII secolo passò ai Montfort. Essa divenne la posta contesa fra più signori vicini: il re di Aragona dovette obbligare il conte di Comminge a rinunciarvi per conferirla al visconte di Béarn. Più tardi Simone IV di Montfort fece annullare il matrimonio di Nuño Sanchez con la contessa Petronilla di Bigorre per darla in moglie al proprio figlio Guy.

### La crisi di successione e l'annessione (1255-1292)
La Bigorre divenne oggetto di una controversia successoria: Petronilla di Bigorre, ereditiera della contea per parte materna, andò sposa a Guido di Montfort. Questi morì in battaglia nel 1220 e Petronilla andò sposa ad Aymeri de Rançon († 1226), un compagno d'arme del cognato Amaury VI di Montfort. Alla morte di questi Petronilla si sposò per la quinta volta ed il marito fu Bosone di Mathas, signore di Cognac, che tuttavia morì nel 1247. Petronilla, desiderosa di ritirarsi in convento, nominò il cognato, Simone V di Montfort, conte di Leicester, titolare provvisorio della contea, in nome del nipote diretto di Petronilla, Eschivat IV de Chabanais, figlio di primo letto di Alice, la figlia che Petronilla aveva avuto da Guido di Montfort. Simone V interpretò questo gesto come una donazione e si proclamò conte di Bigorre. La figlia di Petronilla però non accettò tale autoproclamazione e cercò di riprendere la contea con l'aiuto della sorellastra Mathe de Matha (figlia di Petronilla e di Bosone de Matha) e del di lei marito Gastone VII di Béarn. Il re Enrico III d'Inghilterra, temendo che la Guascogna divenisse teatro di una guerra civile, richiamò in Inghilterra Simone V.
Tuttavia Alice morì poco dopo (1255) ed Eschivat IV de Chabanais prese la titolarità della contea ma, piuttosto irrequieto, cercò d'impadronirsi di alcuni territori dei vicini, il che provocò violenti conflitti con il conte di Comminge e con il visconte di Béarn. L'intervento pacificatore di Edoardo I d'Inghilterra ebbe un effetto breve, a causa dell'irrequietezza di Eschivat IV, che fu convinto da Simone V di Montfort a cedergli temporaneamente la contea. Raggiunta la pace, Simone V si rifiutò di restituirla ad Eschivat IV. Questi si alleò con l'antico rivale, Gastone VII di Béarn, e grazie al suo aiuto riuscì a riprendersi la contea.
Intanto Simone V si era messo contro il re d'Inghilterra, riuscendone sconfitto ad Evesham il 4 agosto 1265, e perdendovi la vita. Il re d'Inghilterra gli confiscò tutti i beni in Inghilterra ed in Francia. Il figlio Simone VI, sopravvissuto alla battaglia, partì per l'Italia e vendette i suoi diritti su Bigorre a Tebaldo II di Navarra, conte di Champagne e Brie e re di Navarra.
Nel casato dei Monfort si formarono così due fazioni, una favorevole ad Eschivaut IV de Chabanais e un'altra, partigiana di Tebaldo II di Navarra.
Tuttavia i tentativi di Tebaldo d'impadronirsi della Bigorre, inclusa la fomentazione di disordini nella zona, fallirono. Nel 1283 Eschivaut morì senza lasciare eredi. La contea sarebbe spettata a Laura di Chabans, sorella di Eschivaut, ma lo zio Gastone VII di Béarn ne contestò il diritto, sostenendo persino l'indisponibilità del bene da parte di Alice di Montfort, rivendicalo per la figlia Costanza di Monade e fece occupare il territorio. Laura si rivolse ad Edoardo I d'Inghilterra chiedendo giustizia e questi, nel 1284 fece a sua volta occupare la Bigorre dal conte Jean de Grally. Allora Laura chiese un arbitrato al re di Francia, che affidò la sentenza al Parlamento di Parigi. Quest'ultimo, basandosi su un atto del 1062, con il quale Bernardo II di Bigorre si dichiarava suddito del conte-vescovo di Le Puy-en-Velay e quest'ultimo aveva ceduto le sue prerogative secolari alla corona di Francia, dichiarò l'appartenenza della Bigorre alla corona di Francia. Nel 1292 le truppe del re di Francia s'impadronirono della contea e nel 1302 il re Filippo IV di Francia l'attribuì alla sua consorte, la regina Giovanna I di Navarra, ereditiera di Tebaldo II. Nel 1322 Carlo IV l'incorporò nei domini del re.
Consegnata per un certo tempo al conte d'Armagnac Giovanni I. la Bigorre venne ceduta nel 1360, con il trattato di Brétigny, al re d'Inghilterra Edoardo III ma tra il 1369 ed il 1373 fu riconquistata alla Francia da re Carlo V.
Contesa fra i conti di Foix ed i conti di Armagnac, nel 1425 entrò definitivamente nella signoria dei conti di Foix, in quanto Giovanni II d'Armagnac aveva ceduto i suoi diritti al re in cambio della Rouergue.

### Dalla Bigorre agli Alti Pirenei
La Bigorre aveva, nell'Ancien Régime, i suoi stati particolari.
I dipartimenti, costituiti il 4 gennaio 1790 dall'Assemblea Nazionale Costituente, sostituirono le province. Nella stessa data fu creato il dipartimento degli Alti Pirenei a partire da una parte della provincia di Guascogna, proprio la Bigorre.
Si può notare la sorprendente geografia di questo dipartimento, che annovera due piccole enclave in quello vicino dei Pirenei Atlantici. Si tratta di un retaggio del medioevo: alla fine dell'XI secolo Gastone IV, visconte di Béarn, sposò Telese d'Aragona, viscontessa di Montanérès, piccolo territorio situato fra Béarn e Bigorre. Montanérès rimase al Béarn, ma Telese tenne per sé cinque parrocchie, le quali costituirono due enclave nei Pirenei Atlantici.

### L'habitattradizionale

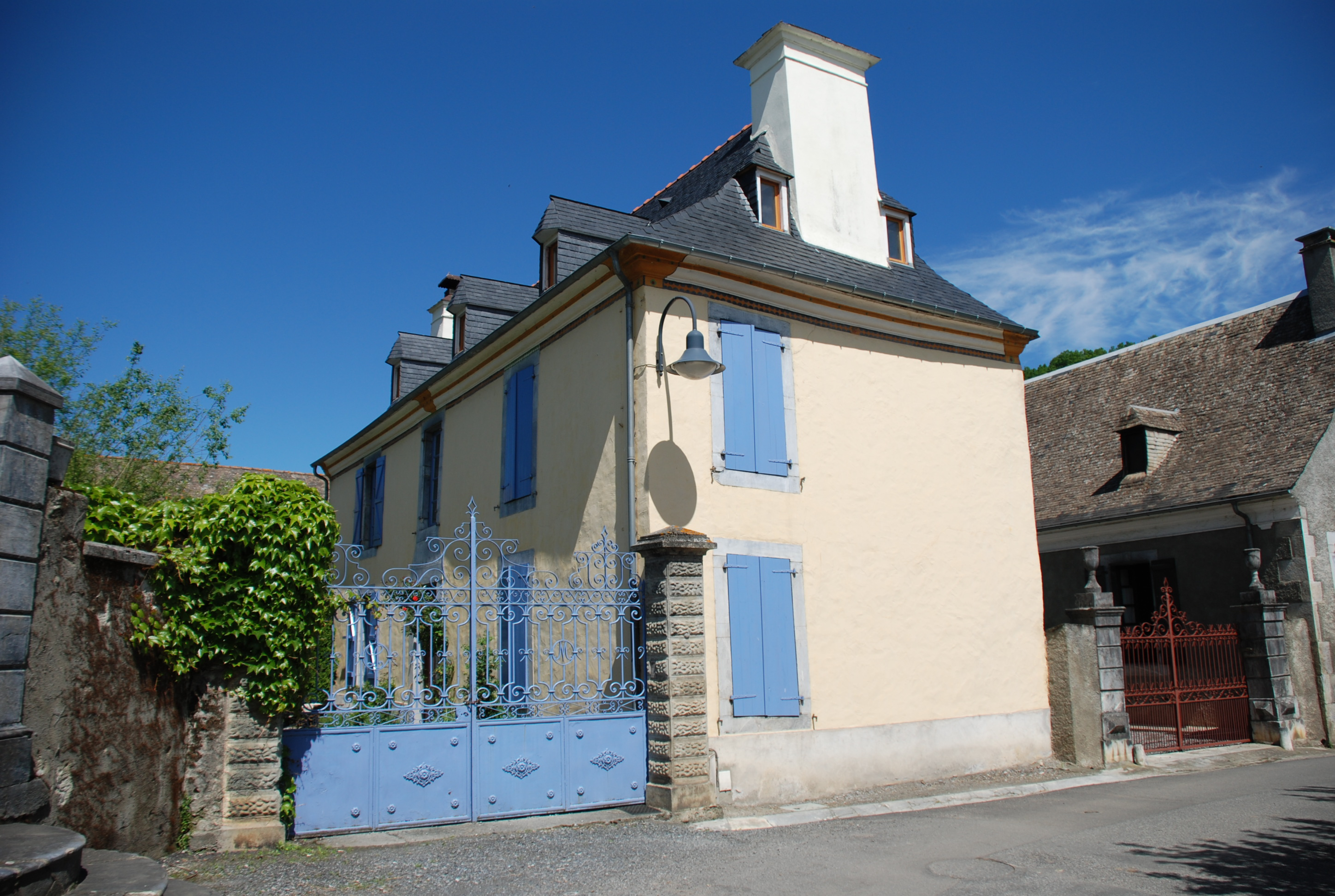
Abitazione a Lézignan

In Bigorre, come anche nel Béarn, l'habitat tradizionale è situato in un contesto di policoltura cerealicola e di allevamento. Se in pianura l'habitat è costituito da agglomerati urbani, sull'altipiano è sparpagliato.
Il centro dell'attività rurale è la fattoria a cortile chiuso. Essa comprende un fabbricato abitativo, o ostau, caratterizzato dalla sua pianta rettangolare e disposto su due livelli, i muri di pietra, un tetto a due falde ed a due colmi. La sua facciata, spesso ornata da cornici in pietra, guarda verso sud o verso sudest ed è disposta perpendicolarmente alla strada. Essa dà su un cortile chiuso o parquié al quale si accede attraverso un portale monumentale o portau. Attorno ad essa si estendono i fabbricati di utilizzo agricolo quali stalle, granai, pollai, porcilaie, ecc.
Le case delle fattorie più ricche, legate al progresso dell'economia rurale, seguono il modello delle case borghesi od urbane dei secoli XVIII e XIX e sono segnate da facciate a due livelli in ordine simmetrico, da rivestimenti a vista di pietre più costose, da tetti monumentali bucati da lucernari e coperti d'ardesia. Un balcone d'onore può sporgere al di sopra dell'ingresso.
A livello sociale inferiore si trovano abitazioni aventi solo un solo pianterreno sotto un granaio. Le stanze si distribuiscono in fila a partire dalla sala comune.
Nelle alte valli dei Pirenei, orientate alla vita pastorale, le abitazioni sono raggruppate in villaggi e la fattoria a corte chiusa tende a scomparire, esclusa la valle del Lavedan ove, nelle frazioni, la casa del "balio" (il occitano eth bayle) rimane fortificata e difesa da un portale forte (occitano: hortal). I tipi di abitazione dei paesi a piè dei monti sono simili a quelle di montagna, a pianta allungata e, sotto il medesimo tetto, locali di abitazione e di lavoro. Da notare la presenza di balconi sotto il tetto e lungo l'intera facciata, per le case ad un piano.
Tetti di stoppia si osservano ancora nella valle di Campan.
Nelle zone di pascolo estivo delle valli più alte i pastori costruiscono capanne in pietra a secco, a pianta rettangolare, denominate capane.
Influenze neo-basche, eclettiche o più contemporanee compaiono nelle città in particolare a Tarbes e soprattutto a Lourdes.

## Cultura e tradizione

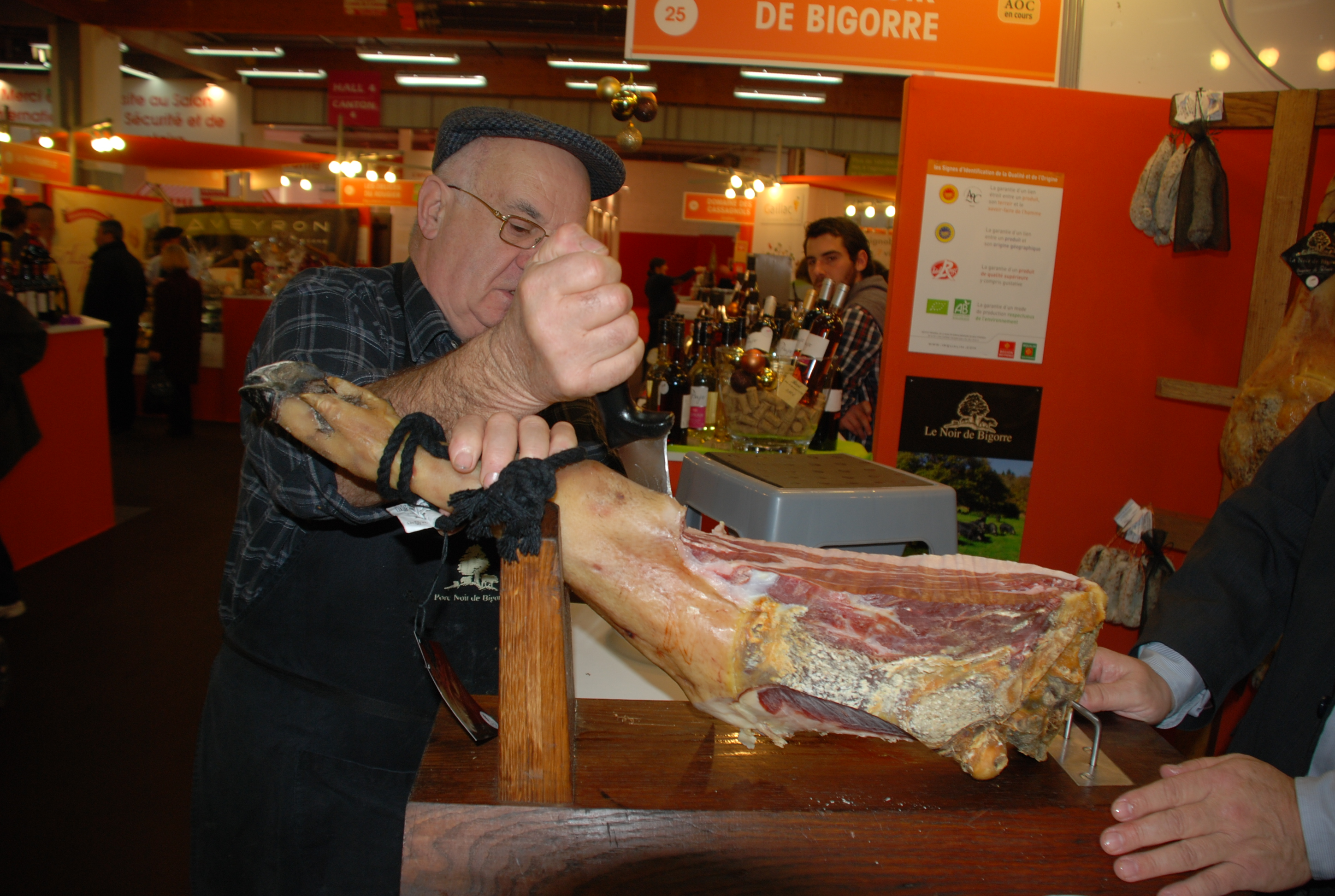
Prosciutto di Bigorre

Numerosi canti popolari caratteristici accompagnano le festività nel Bigorre. Così, al di là della stretta pratica della lingua di Bigorre, sempre presente in numerosi nomi di strade, molti gruppi di arti e tradizioni popolari ancorano nel presente le antiche tradizioni. Indossando i costumi tradizionali, pantaloni en cadis (lana), berretti neri, cuffie, ecc., suonano gli strumenti prediletti localmente tipo flauti a tre fori, tamburi a corde, cornamuse locali, ecc., eredità di un passato riproposto al gusto moderno. Canti e danze tradizionali risorgono in occasione delle festività o delle iniziative locali.
Sono anche tradizionali alcuni cibi tra i quali il prosciutto di Bigorre.